# 三重県道691号名張青山線
三重県道691号名張青山線（みえけんどう691ごう なばりあおやません）は、三重県名張市から伊賀市に至る一般県道である。

## 概要
名張市夏見から伊賀市種生に至る。

### 路線データ
- 起点：三重県名張市夏見（字坊垣3282番地[1]：夏見橋北詰交差点、三重県道・奈良県道81号名張曽爾線交点、三重県道694号布生夏見線終点）
- 終点：三重県伊賀市種生（字山立614番地先[2][3]：三重県道29号松阪青山線交点）
- 総延長：13,740.80 m

## 歴史
- 1959年（昭和34年）
  - 1月25日  - 「一般県道691号高尾名張線」として認定[4]

起点：三重県名賀郡青山町大字高尾
終点：三重県名張市
  - 3月31日 - 道路区域の決定[5]
  - 5月19日 - 道路の供用開始[6]

三重県名賀郡青山町大字高尾字出合97の3番地先から 三重県名張市滝の原字大久保1235番地先を経て三重県名張市下比奈知字小山3698番1地先まで（延長6.10 km）
- 1995年（平成7年）4月1日
  - 「一般県道691号高尾名張線」を廃止[7]
  - 「一般県道691号名張青山線」として認定[8]（路線を延長、起点・終点を入れ替え）

起点：三重県名張市
終点：三重県名賀郡青山町
  - 道路区域の決定、供用の開始[9]

三重県名張市下比奈知字小山3698番1地先から三重県名賀郡青山町種生字山立614番地先まで（延長10,390.70 m）
- 1996年（平成8年）4月30日 - 道路区域の変更[10]（下記道路区域を廃止）

三重県名張市下比奈知字小山3698番1地先から三重県名張市下比奈知字山田3537番17地先まで（延長232.90 m）
- 1997年（平成9年）
  - 4月1日 - 道路区域の変更[11]（経路を変更、路線を延長）

三重県名張市滝之原字坂ノ脇3548番3から三重県名張市滝之原字坂ノ脇3530番1まで（延長91.00 m）を
三重県名張市滝之原字坂ノ脇3548番3から三重県名張市滝之原字坂ノ脇3530番1まで（延長99.00 m）に変更
- （変更時期不明）
  - 9月12日 - 道路区域の変更、道路の供用開始[1]（路線を延長、起点を変更）[注釈 1]

三重県名張市夏見字坊垣3282番地から三重県名張市下比奈知字山田3537番17地先まで（延長3,575.00 m）
- 2007年（平成19年）4月1日 - 県道の路線認定の一部改正[12]（自治体合併に伴う変更）

起点：変更なし
終点：三重県伊賀市

## 路線状況

### 重複区間
- 三重県道693号蔵持霧生線（名張市富貴ケ丘4番町・富貴ケ丘交差点 - 名張市下比奈知）
- 三重県道39号青山美杉線（伊賀市高尾 - 伊賀市種生）

### 道路施設

#### 橋梁
- 小川内橋（前深瀬川、伊賀市）
- 種生橋（川上川、伊賀市）

## 地理

### 通過する自治体
- 三重県
  - 名張市 - 伊賀市

### 交差する道路
| 交差する道路                                             | 市町村名 | 交差する場所  | 交差する場所             |
| -------------------------------------------------------- | -------- | ------------- | ------------------------ |
| 三重県道・奈良県道81号名張曽爾線 三重県道694号布生夏見線 | 名張市   | 夏見          | 夏見橋北詰交差点 / 起点  |
| 三重県道693号蔵持霧生線 重複区間起点                     | 名張市   | 富貴ケ丘4番町 | 富貴ケ丘交差点           |
| 三重県道693号蔵持霧生線 重複区間終点                     | 名張市   | 下比奈知      |                          |
| 国道368号 国道422号 重複                                 | 名張市   | 下比奈知      | 下比奈知トンネル南交差点 |
| 三重県道692号滝之原美旗停車場線 伊賀コリドール           | 名張市   | 滝之原        | 滝之原交差点             |
| 三重県道39号青山美杉線 重複区間起点                      | 伊賀市   | 高尾          |                          |
| 三重県道39号青山美杉線 重複区間終点                      | 伊賀市   | 種生          |                          |
| 三重県道29号松阪青山線                                   | 伊賀市   | 種生          | 終点                     |

### 沿線
- 近鉄大阪線 名張駅（起点付近）
- 名張川
- 夏見廃寺跡
- 名張中央公園
- 比奈知郵便局
- 名張市立比奈知小学校
- 名張滝之原簡易郵便局
- 百五銀行 名張支店
- 桔梗が丘ゴルフコース